# Орваль, Франсуа де Бетюн
Франсуа де Бетюн (фр. François de Béthune; 1598 — 7 июля 1678, Париж), граф, затем герцог д'Орваль — французский генерал.

## Биография
Младший сын Максимильена де Бетюна, герцога де Сюлли, и Рашели де Кошфиле, основатель линии графов д’Орваль Бетюнского дома.
Маркиз де Ножан-ле-Ротру, граф де Мюре и Вильбон, барон де Курвиль.
11 апреля 1615 был назначен губернатором Сен-Мексана. Губернатор Фижака, Каденака и Кардайяка (22 августа 1616), главный смотритель путей в Париже и сюринтендант строений Франции, после отставки герцога де Сюлли (29 августа 1617). В этом качестве принес присягу в Парламенте 15 марта 1618.
В 1621 году отметился при обороне Монтобана, осажденного Людовиком XIII. В 1622 году осаждал Фижак, где оборонялся его отец, и заставил капитулировать город и замок. Вскоре после этого подчинился королю и в августе того же года был назначен государственным советником. Кампмаршал (8 мая 1624).
Кампмейстер Пикардийского полка после отставки маркиза де Лианкура (14 января 1625). Отказался от этого полка в сентябре 1627 и 31 декабря стал первым конюшим королевы Анны Австрийской. 14 мая 1633 был пожалован в рыцари орденов короля.
Во время Фронды в 1651 году сформировал значительный корпус пехоты и кавалерии, действовавший на стороне короны против испанцев, герцога Лотарингского и принца Конде. Патентом от 17 марта 1652 набрал кавалерийский полк.
В июне 1652 жалованной грамотой, данной в Мелёне, сеньории Ножан-ле-Ротру в Перше, Монтиньи, Режиналар и Шампрон были возведены в ранг герцогства-пэрии, но это пожалование не было зарегистрировано Парламентом.
Орваль участвовал в битве в Сент-Антуанском предместье; 10 июля 1653 был произведен в генерал-лейтенанты. По окончании кампании распустил свой полк.
2 мая 1662 был назначен генеральным наместником губернаторства Шартрской области, был зарегистрирован Парламентом 7 сентября и оставался в этой должности до апреля 1676. Умер в Париже, был погребен в монастыре капуцинов.

## Семья
1-я жена (контракт 19.12.1620): Жаклин де Комон-Лафорс, дочь Жака-Номпара де Комона, герцога де Лафорса, маршала Франции, и Шарлотты де Гонто-Бирон
Дети:
- Максимильен-Леонор (ум. 1646), маркиз де Бетюн. Убит при осаде Пьомбино. Потомства не оставил
- Максимильен-Альпен (ум. 30.06.1692), маркиз де Бетюн, граф д'Орваль. Жена (11.12.1668): Катрин де Лапорт (ум. 6.08.1706), дочь Жоржа де Лапорта, королевского рекетмейстера, и Франсуазы Шевалье
- Филипп (ум. 22.08.1682), виконт де Мо, граф де Шаро. Жена: Женевьева де Мье, дама де Гепре
- Маргерит-Анжелика (ок. 1628—28.02.1711), аббатиса Сен-Пьера в Реймсе (1653)
- Франсуаза, монахиня в Понт-о-Дам
- Анн-Леонор-Мари, аббатиса в Жифе

2-я жена: Анн д'Арвиль де Палезо (ум. 18.11.1716), вторая дочь Антуана д'Арвиля, маркиза де Палезо, и Изабели Фавье дю Буле
Дети:
- Луи
- Арман (1656—23.06.1737), аббат в Сенанке (1680), затем в Пультьере и Бланш-Куроне. После смерти Максимильена-Анри де Бетюна, герцога де Сюлли, покинул духовное сословие, принял титул графа д'Орваля и претендовал на герцогство Сюлли. Жена (14.05.1729): Жанна Обри де Ватан (ум. 12.11.1752), дочь Жана Обри, маркиза де Ватана, и Мадлен-Луизы де Байёль
- Арман, мальтийский рыцарь
- Анн-Элеонора (ум. 1706), монахиня в Больё
- Анн-Элеонора (1657—28.11.1733), аббатиса в Жифе